# Nemoria imitans
Nemoria imitans är en fjärilsart som beskrevs av W. Warren 1907. Nemoria imitans ingår i släktet Nemoria och familjen mätare. Inga underarter finns listade i Catalogue of Life.